# Haroldius leleupi
Haroldius leleupi är en skalbaggsart som beskrevs av Emile Janssens 1953. Haroldius leleupi ingår i släktet Haroldius och familjen bladhorningar. Inga underarter finns listade i Catalogue of Life.